# Quadro de medalhas dos Jogos Paralímpicos de Verão de 2004
O Quadro de medalhas dos Jogos Paralímpicos de Verão de 2004 é uma lista que classifica os Comitês Paralímpicos Nacionais de acordo com o número de medalhas conquistadas nos Jogos de Atenas, Grécia, onde foram distribuídas 1 568 medalhas, entre ouro, prata e bronze.

## O quadro
O quadro de medalhas está classificado de acordo com o número de medalhas de ouro, estando as medalhas de prata e bronze como critérios de desempate em caso de países com o mesmo número de ouros.
| Ordem | País           | Medalha de ouro | Medalha de prata | Medalha de bronze | [ 2 ] |
| ----- | -------------- | --------------- | ---------------- | ----------------- | ----- |
| 1     | China          | 63              | 46               | 32                | 141   |
| 2     | Grã-Bretanha   | 35              | 30               | 29                | 94    |
| 3     | Canadá         | 28              | 19               | 25                | 72    |
| 4     | Estados Unidos | 27              | 22               | 39                | 88    |
| 5     | Austrália      | 26              | 38               | 36                | 100   |
| 6     | Ucrânia        | 24              | 12               | 19                | 55    |
| 7     | Espanha        | 20              | 27               | 24                | 71    |
| 8     | Alemanha       | 19              | 28               | 32                | 79    |
| 9     | França         | 18              | 26               | 30                | 74    |
| 10    | Japão          | 17              | 15               | 20                | 52    |
| 11    | Rússia         | 16              | 8                | 17                | 41    |
| 12    | Chéquia        | 16              | 8                | 7                 | 31    |
| 13    | África do Sul  | 15              | 13               | 7                 | 35    |
| 14    | Brasil         | 14              | 12               | 7                 | 33    |
| 15    | México         | 14              | 10               | 10                | 34    |
| 16    | Coreia do Sul  | 11              | 11               | 6                 | 28    |
| 17    | Hong Kong      | 11              | 7                | 1                 | 19    |
| 18    | Polónia        | 10              | 25               | 19                | 54    |
| 19    | Bielorrússia   | 10              | 12               | 7                 | 29    |
| 20    | Áustria        | 8               | 11               | 4                 | 23    |
| 21    | Suécia         | 8               | 7                | 6                 | 21    |
| 22    | Tunísia        | 8               | 7                | 3                 | 18    |
| 23    | Irã            | 7               | 3                | 13                | 23    |
| 24    | Egito          | 6               | 9                | 8                 | 23    |
| 25    | Argélia        | 6               | 2                | 5                 | 13    |
| 26    | Nova Zelândia  | 6               | 1                | 3                 | 10    |
| 27    | Países Baixos  | 5               | 11               | 12                | 28    |
| 28    | Nigéria        | 5               | 4                | 3                 | 12    |
| 29    | Dinamarca      | 5               | 3                | 7                 | 15    |
| 30    | Eslováquia     | 5               | 3                | 4                 | 12    |
| 31    | Itália         | 4               | 8                | 7                 | 19    |
| 32    | Israel         | 4               | 4                | 5                 | 13    |
| 33    | Finlândia      | 4               | 1                | 3                 | 8     |
| 34    | Grécia         | 3               | 13               | 4                 | 20    |
| 35    | Tailândia      | 3               | 6                | 6                 | 15    |